# Чилля
Чилля́  (узб. chilla; кирг. чилде; каз. шілде; также «саратан/саратон/узб. saraton»), в переводе с фарси «сорок дней» — это понятие появилось в народной среде жителей Узбекистана в 90-е года XX века и в культуре народов среднеазиатских стран означает какой-либо трудный период длиной в 40 дней, например, особенно ответственный послеродовой период матери и ребёнка либо период сильнейшей жары или холода в году. Чаще всего упоминается относительно изнуряющего 40-дневного безветренного летнего зноя, во время которогo по традиции проводили сорокадневный пост с молитвами и медитациями в чилляхонах. По календарю чилля обычно, хотя и не каждый год, укладывается в период с 25 июня по 3 августа, когда отмечаются максимумы летних температур. После 5 августа высокие дневные температуры могут сохраняться, но ночью с гор уже начинает дуть прохладный ветерок. В период чилли температура воздуха днем поднимается выше +40 °C, а ночью не опускается ниже +30 °C; дождей летом практически не бывает. Впрочем, воздух в Узбекистане отличается низкой влажностью, а потому человеком он переносится легче, чем такие же температуры, например, в Туапсе или Луизиане, расположенных в зоне влажных субтропиков: из-за низкой влажности температура в глубокой тени значительно ниже, чем на солнце; кроме этого, сухой воздух быстрее остывает после захода солнца. Чилля является неотъемлемой частью городской культуры Ташкента, часто находя отражение в СМИ, массовой культуре, традициях, досуге, личных планах и прочем.

## Традиционные времяпрепровождения в период чилли
Издавна суфии Средней Азии во время чилли имели обыкновение уединяться для молитв, медитаций, духовного самосовершенствования, философствования, чтения Корана, поста и проч. В период чилли бытовые и мирские дела сведены до минимума, в это время тяжело работать и почти невозможно путешествовать: если в Ташкенте абсолютный зарегистрированный максимум температуры, наблюдавшийся в самый разгар чилли 18 июля 1997 года, составил относительно скромные +44,6 °C, то на юге и в пустынных зонах температуры доходили до +47…+48 °C. Однако, учитывая тот факт, что в период чилли горные ледники активно тают, наполняя реки и арыки прохладной талой водой, верующие стараются выкроить пару дней для посещения различных святых источников, таких, например, как источник Авлия (Галляаральский район, Джизакская область). В наши дни отдыхающие предпочитают отправиться как на близкое к Ташкенту Туябугузское водохранилище, так и на Чарвакское водохранилище, расположенное в 100 км от него. Для укрытия во время чилли предназначены и особые глинобитные купола-кельи чилла-хоны, которые более чем на две трети уходят в более прохладную землю, где укрывались дервиши и наставники. Традиционные глинобитные чилляхоны в махаллях также более приспособлены для ежегодной чилли чем квартиры в многоэтажных домах, за исключением тех, окна которых смотрят строго на юг и на север. На верхних этажах западной и восточной стороны в многоэтажных домах воздух может подниматься ещё на 6-8 градусов выше, чем на улице. Особенно это касается квартир с застеклёнными лоджиями. Глинобитные строения домов имеют толстые внешние стены, сохраняющие прохладу. Внутренние дворы с тенистыми фруктовыми деревьями и обязательной чарпаёй помогают пережить летний зной. Традиционно считалось, что облегчение приносит зелёный чай. В современных условиях селяне и горожане справляются с жарой, покупая мороженое, выпивая прохладительные напитки, устанавливая кондиционеры, укрываясь мокрой марлей перед сном, купаясь в водоёмах и фонтанах, а также поднимаясь выше в горы.

## Зимняя чилля
По аналогии с летней чиллёй, в массовой культуре Средней Азии сложилось представление и о зимней чилле, то есть условно 40-дневному периоду зимой, когда температуры воздуха в южных долинах опускаются ниже 0 °C.